# Stictolampra parvicollis
Stictolampra parvicollis är en kackerlacksart som först beskrevs av Walker, F. 1869.  Stictolampra parvicollis ingår i släktet Stictolampra och familjen jättekackerlackor. Inga underarter finns listade i Catalogue of Life.